# Río Tronto
El río Tronto (en latín, Truentus) es un río italiano, de 115 kilómetros de largo, que nace en Monte de la Laghetta y desemboca en el mar Adriático en Porto d'Ascoli, en el municipio de San Benedetto del Tronto. Atraviesa las regiones de Lacio, Marcas y Abruzos.

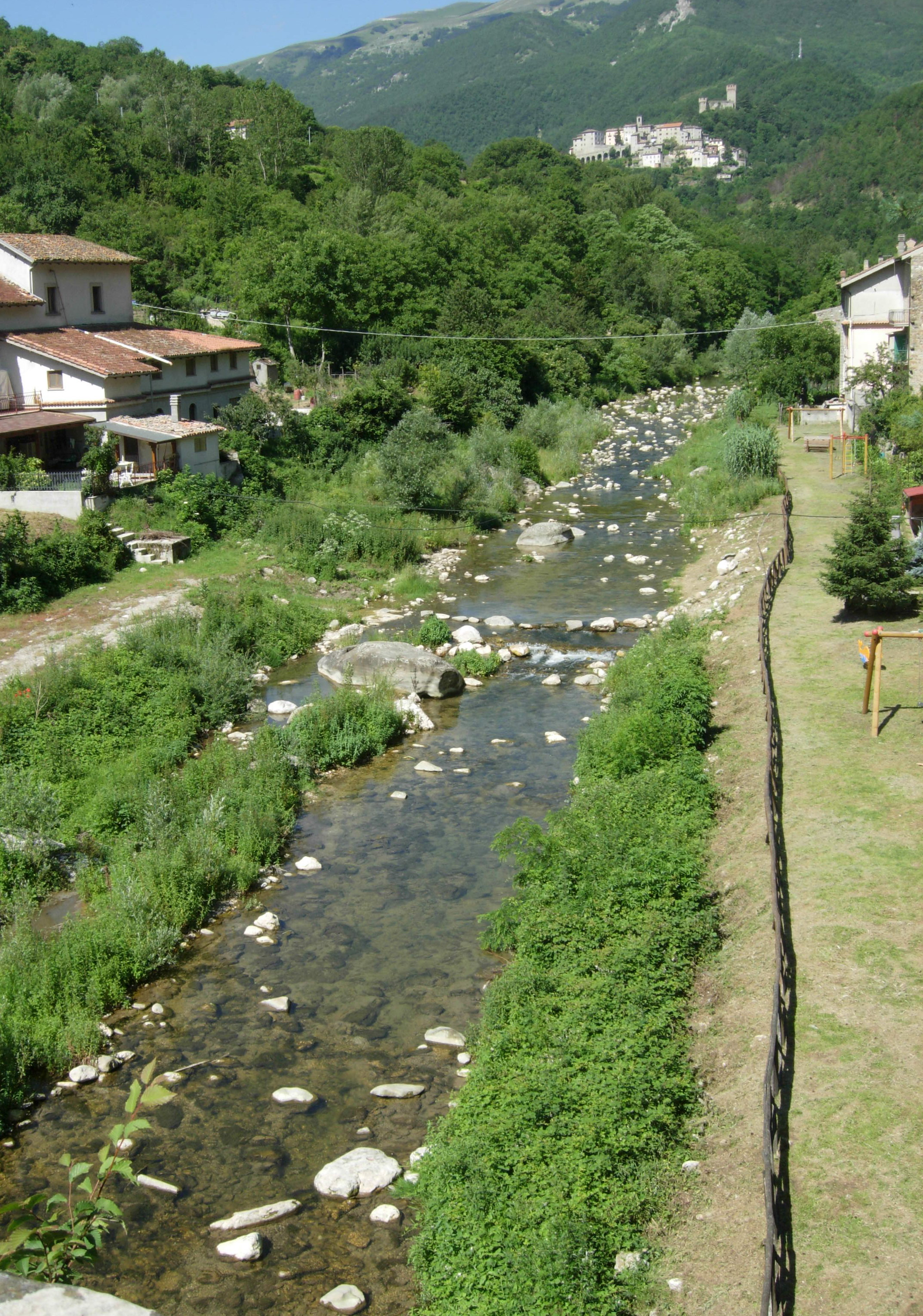
El río en Trisungo; en el fondo Arquata del Tronto.